# Supertaça Cândido de Oliveira 2005
La Supertaça Cândido de Oliveira 2005 è stata la 28ª edizione di tale competizione, la 5ª a finale unica. È stata disputata il 13 agosto 2005 all'Estádio Algarve di Faro. La sfida ha visto contrapposte il Benfica, vincitore della Primeira Liga 2004-2005 e il Vitoria Setubal, detentore della Taça de Portugal 2004-2005.
Grazie ad un gol di Nuno Gomes il Benfica ha potuto sollevare ufficialmente per la 3ª volta questo trofeo.

## Le squadre
| Squadre         | Qualificazione                             | Partecipazioni precedenti (il grassetto indica la vittoria)                 |
| --------------- | ------------------------------------------ | --------------------------------------------------------------------------- |
| Benfica         | Vincitore della Primeira Liga 2004-2005    | 12 (1981, 1983, 1984, 1985, 1986, 1987, 1989, 1991, 1993, 1994, 1996, 2004) |
| Vitória Setúbal | Vincitore della Taça de Portugal 2004-2005 | Prima partecipazione assoluta                                               |

## Tabellino
| Arbitro: | Benquerença (Leiria) |

|                |           |  |
| Nuno Gomes 51’ | Marcatori |  |

| Benfica | Vitória Setúbal |

### Formazioni
| Benfica       |    |                   |  |     |
|               |    |                   |  |     |
| P             | 1  | José Moreira      |  |     |
| D             | 27 | João Pereira      |  |     |
| D             | 3  | Anderson          |  |     |
| D             | 4  | Luisão ()         |  |     |
| D             | 33 | Ricardo Rocha     |  | 78’ |
| C             | 6  | Petit             |  |     |
| C             | 14 | Manuel Fernandes  |  | 80’ |
| C             | 16 | Beto              |  |     |
| C             | 11 | Geovanni          |  | 69’ |
| C             | 20 | Simão             |  |     |
| A             | 21 | Nuno Gomes        |  |     |
| Sostituti:    |    |                   |  |     |
| P             | 12 | Quim              |  |     |
| D             | 2  | Alex              |  |     |
| D             | 18 | Manuel dos Santos |  | 78’ |
| C             | 15 | Nuno Assis        |  |     |
| C             | 17 | Andrej Karjaka    |  | 80’ |
| C             | 28 | Hélio Roque       |  | 69’ |
| A             | 9  | Mantorras         |  |     |
| Allenatore:   |    |                   |  |     |
| Ronald Koeman |    |                   |  |     |

| Vitória Setúbal      |    |                  |     |     |
|                      |    |                  |     |     |
| P                    | 1  | Marcelo Moretto  |     |     |
| D                    | 14 | Janício          |     |     |
| D                    | 19 | Nandinho         |     |     |
| D                    | 15 | Auri             |     |     |
| D                    | 23 | Veríssimo        |     |     |
| C                    | 2  | Siramana Dembélé | 35’ |     |
| C                    | 11 | Bruno Ribeiro () |     | 75’ |
| C                    | 3  | Ricardo Chaves   |     |     |
| C                    | 21 | Grégory Lacombe  |     | 60’ |
| A                    | 21 | Modou Sougou     |     |     |
| A                    | 9  | Heitor           |     | 60’ |
| Sostituti:           |    |                  |     |     |
| P                    | 12 | Marco Tábuas     |     |     |
| D                    | 5  | José Fonte       |     |     |
| D                    | 13 | Adalto           |     |     |
| C                    | 46 | Antonio Franja   |     | 75’ |
| C                    | 50 | Binho            |     |     |
| A                    | 17 | Oumar Tchomogo   |     | 60’ |
| A                    | 18 | Fábio Hempel     |     | 60’ |
| Allenatore:          |    |                  |     |     |
| Luís Norton de Matos |    |                  |     |     |